# Ínsua (Penalva do Castelo)
Pour les articles homonymes, voir Ínsua.
Ínsua est une paroisse civile portugaise (en portugais : freguesia) de la municipalité de Penalva do Castelo, dans le district de Viseu.
Lors du recensement de 2021, Ínsua compte 2 046 habitants. C'est ainsi la paroisse civile la plus peuplée de la municipalité de Penalva do Castelo.